# Teodolfo Mertel
Teodolfo Mertel (9. února 1806 Allumiere, Lazio, Papežský stát – 11. července 1899 Allumiere, Lazio, Papežský stát) byl právník, jáhen a kardinál římskokatolické církve. Byl posledním kardinálem, který nebyl vysvěcen alespoň na kněze.

## Život

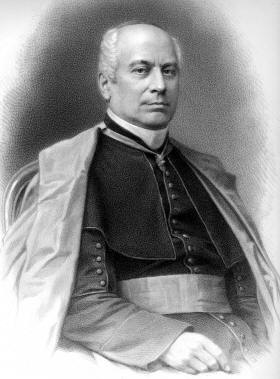
Portrét kardinála Mertela

Narodil se v městečku Allumiere v provincii Lazio, která byla tehdy součástí papežského státu, jako syn bavorského pekaře Isidora Mertela. Jako chlapec studoval v místní farní škole, kterou provozovali bratři kapucíni v Tolfě, poté studoval v semináři v Montefiascone. Poté, co zde dokončil studium humanitních věd, navštěvoval římskou univerzitu Sapienza, kde 16. července 1828 získal doktorát z občanského i kanonického práva.
V roce 1831 se Mertel stal právníkem římské kurie, kde rychle povýšil na soudce a poté na auditora Apoštolské Komory. Postupně stoupal v řadách kurie. Mezi jeho posty patřil i post prefekta Kongregace svatého Iva, společnosti právníků a prokurátorů, která poskytovala pro bono obhajobu chudých u soudů.
Papež Pius IX. ho 15. března 1858 jmenoval kardinálem jáhnem, jeho titulárním kostelem byla bazilika Sant'Eustachio. O dva měsíce později, 16. května, jej papež Pius vysvětil na jáhna, takže v okamžiku, kdy byl jmenován kardinálem, vlastně ještě nebyl ve svěcení – byl posledním laikem v historii, který byl povýšen do kardinálské hodnosti. Mertel nebyl nikdy vysvěcen na kněze a v době své smrti byl posledním kardinálem, který nikdy nebyl vysvěcen na kněze. Jedním z důsledků toho bylo, že se účastnil mše, které předsedal jeho sekretář Pietro Gasparri, který se sám později stal kardinálem známým především díky své roli při zajištění Lateránské smlouvy s Italským královstvím.
Mertel se zúčastnil konkláve v roce 1878, které zvolilo papeže Lva XIII. Během korunovačních obřadů Mertel zastával funkci protodiakona a korunoval nového papeže, protože kardinál protodiakon Prospero Caterini tak nemohl učinit z důvodu nemoci. V roce 1881 se po smrti kardinála Cateriniho stal kardinálem protodiakonem a rozhodl se také pro změnu titulu kostela Santa Maria na Via Lata, který dříve držel zesnulý kardinál.
Papež Lev XIII. jmenoval Mertela v roce 1884 vicekancléřem Svaté římské církve, kterým byl až do své smrti, v té době nechal změnit jeho titul, tentokrát na titul baziliky San Lorenzo in Damaso, připojené k bývalé Kanceláři papežských států a držené podle tradice kardinály, kteří tento úřad zastávali. Protože kardinál Mertel nebyl vysvěceným knězem, byl kardinálský kněžský titul San Lorenzo in Damaso považován za jáhenství pro illa vice.
V posledních letech svého života odešel Mertel na odpočinek do svého rodného města, kde v roce 1899 zemřel. Jeho pohřební vigilie se konala v kostele Nanebevzetí Panny Marie, hlavním kostele města, a poté byl pohřben do rodinné hrobky ve svatyni Madonna delle Grazie al Monte ve městě.
V roce 1917, osmnáct let po smrti kardinála Mertela, papež Benedikt XV. kánonem 232 Kodexu kanonického práva z roku 1917 nařídil, že všichni kardinálové musí být vysvěceni na kněze.